# Helge Evert
Helge Evert, eller Ewert, egentligen Effrardus, död före 9 oktober 1505, var ett svenskt folkhelgon. Han var föreståndare för hospitalet vid Söderköping före den 12 maj 1480 och fortfarande den 13 juni 1500. 
Evert var en lekman, det vill säga en klosternovis som inte hade avlagt ofullständiga klosterlöften och ännu inte räknades som fullvärdig munk. Han blev utsedd till föreståndare för det då mycket nedgångna hospitalet och blev beundrad för sitt framgångsrika arbete med dess förbättring. Han blev känd för sin långa konflikt med Hans Brask, som ifrågasatte hans rättigheter såsom icke fullständig medlem av en munkorden. Brask hade stöd av kyrkan, medan Evert hade stöd av hospitalets beskyddare ur stormannaätterna. På sin dödsbädd fick han påvens tillstånd att få sig och sina assistenter vid hospitalet anslutna till helgeandsorden och godkända som munkar.
Att Evert betraktades som ett helgon efter sin död och var föremål för vördnad bekräftas genom testamentsgåvor från senast år 1520.    